# الكتاب الأصفر

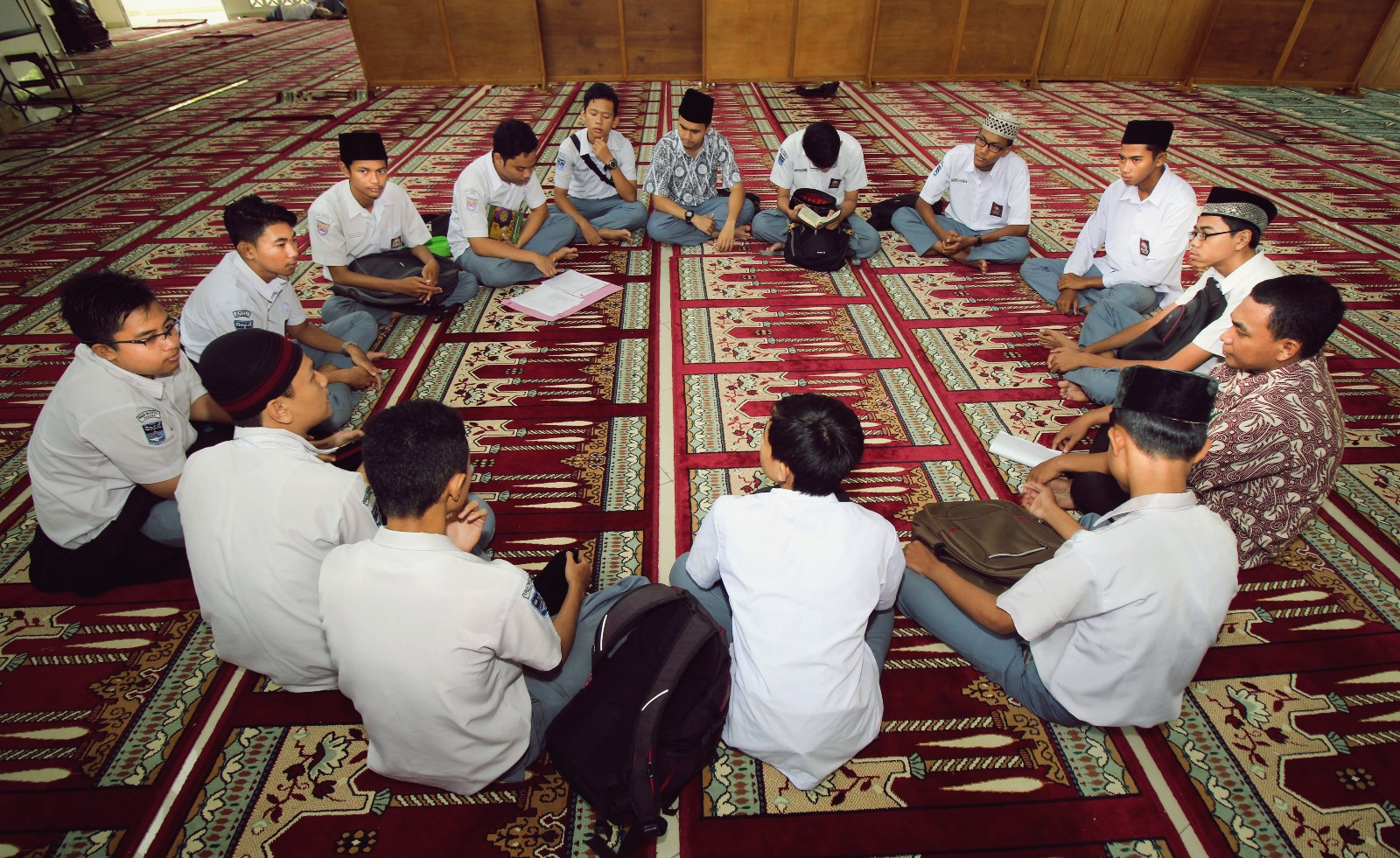
جلسة إرشادية في البيسنترين. غالبًا ما يستخدمون الكتاب الأصفر وترجمته أثناء هذه الأنشطة وأمثالها.

الكتاب الأصفر أو كتاب كوننغ هو كتاب في التعليم الإسلامي الإندونيسي يشير إلى المجموعة التقليدية من النصوص الإسلامية المستخدمة في المناهج التعليمية للحوزات الإسلامية في إندونيسيا، وخاصة داخل المدارس الدينية والبيسنتزين. يغطي الكتاب الأصفر مجالات واسعة من أصول الفقه، والعقائد الإسلامية، والأخلاق الإسلامية، والتصوف ، وعلوم اللغة العربية ، والتجويد ، ودراسات الحديث ، والتفسير ، والدراسات القرآنية ، والعلوم الاجتماعية . ويعرف أيضًا باسم كتاب الجندول (حرفيًا: الكتاب العاري) نظرًا لأن المحتوى العربي في الكتاب لا يستخدم علامات الحركات، على عكس القرآن الكريم. لذلك، يُعتبر إتقان الكتاب الأصفر أمرًا يتطلب قدرًا كبيرًا من الوقت. قد تختلف مجموعات النصوص الإسلامية المستخدمة ككتب علم، اعتمادًا على نوع المؤسسة، والمدارس الفردية، والكياي، والمنطقة، مع بعض المواد الأساسية مثل تفسير الجلالين.

## التاريخ
إن أغلب المخطوطات العلمية الإسلامية التي صدرت بعد خلافة الراشدين كانت مكتوبة باللغة العربية دون استخدام الحركات بشكل عام، على عكس القرآن الكريم الذي استعان بالحركات العربية بشكل خاص للمسلمين غير العرب. وأما من أتقن قواعد النحو العربي فلم يكن مطلوبًا منه استعمال الحركات في قراءاته. في إندونيسيا، تُسمى النصوص الدينية التي يقرؤها هؤلاء الأشخاص على وجه التحديد باسم كتاب الجندول من أجل تمييزها عن الكتاب المكتوب باستخدام المساعدات الإملائية.
سرعان ما أصبح كتاب الجندول يُعرف باسم كتاب الكونينج، والذي يعني الكتاب الأصفر، لأن معظم الكتب كانت تُنشر على ورق أصفر. ويرجع ذلك إلى أن الورق الأصفر كان يعتبر أكثر راحة وسهولة للقراءة في حالة الإضاءة الخافتة. عندما كانت الإضاءة محدودة في الماضي، وخاصة في القرى، حيث كان على طلاب المدارس الدينية [الإنجليزية] أن يعتادوا على الدراسة في الليل مع الحد الأدنى من الإضاءة، وكانت الكتب المصنوعة من الورق الأصفر تقلل من التوتر. اليوم، على الرغم من أن وجود الإضاءة أصبح أمرًا طبيعيًا، إلا أن بعض الكتب لا تزال تُنتج على ورق أصفر. هناك أسباب لغوية أخرى، منها الإشارة إلى تحول الكتب القديمة إلى لون أكثر اصفرارًا وأغمق بسبب تعرض الليجنين للهواء وأشعة الشمس، والإشارة إلى ضوء الشموع الذي يطفئ الظلال الصفراء. اليوم، تُحول الكتب الدينية في الغالب إلى ملفات كتب إلكترونية، مثل chm وpdf، وتُوزع من خلال برنامج الكمبيوتر المعروف باسم "مكتبة سياميلا" بين طلاب المدارس الدينية الإسلامية الحديثة.